# L'uomo mascherato contro i pirati
Pour plus de détails, voir Fiche technique et Distribution.
L'uomo mascherato contro i pirati est un film d'aventure italien sorti en 1964, réalisé par Vertunnio De Angelis, sous le pseudonyme de Dean Vert.

## Synopsis
En 1659, le pirate Garcia et son équipage prennent un navire espagnol et capturent Anne, princesse d'Aragon. Juarez, ayant sauvé la vie de Garcia pendant le combat, gagne la princesse comme récompense. Quand les pirates retournent dans leur île, se présente Rodriguez, un marchand d'esclaves.

## Fiche technique
- Titre italien originel : L'uomo mascherato contro i pirati
- Réalisation : Vertunnio De Angelis (sous le pseudo de Dean Vert)
- Scénario : Aldo Barni, Giorgio Constantino, Vertunnio De Angelis
- Genre : film d'aventure
- Musique : Alessandro Nadin
- Production : Rio Film, Seven Film, Titanus
- Photographie : Antonio Belviso
- Format d'image : 2.35:1
- Montage : Mariano Arditi
- Durée : 105 min
- Costumes : Mila
- Maquillage : Corrado Blengini
- Pays de production :  Italie
- Langue originale : italien
- Date de sortie : 
  - Italie : 12 juillet 1964[1]

## Distribution
- George Hilton : Suarez
- Claude Dantes : princesse Anne
- John Vari : Pedro Ramon Garcia
- Pietro De Vico
- Tony Kendall : capitaine Ruiz
- Gina Rovere